# 中国金融四十人论坛
中国金融四十人论坛（英語：China Finance 40 Forum）是一个位于北京的智库。专注于宏观经济和金融政策研究。

## 历史

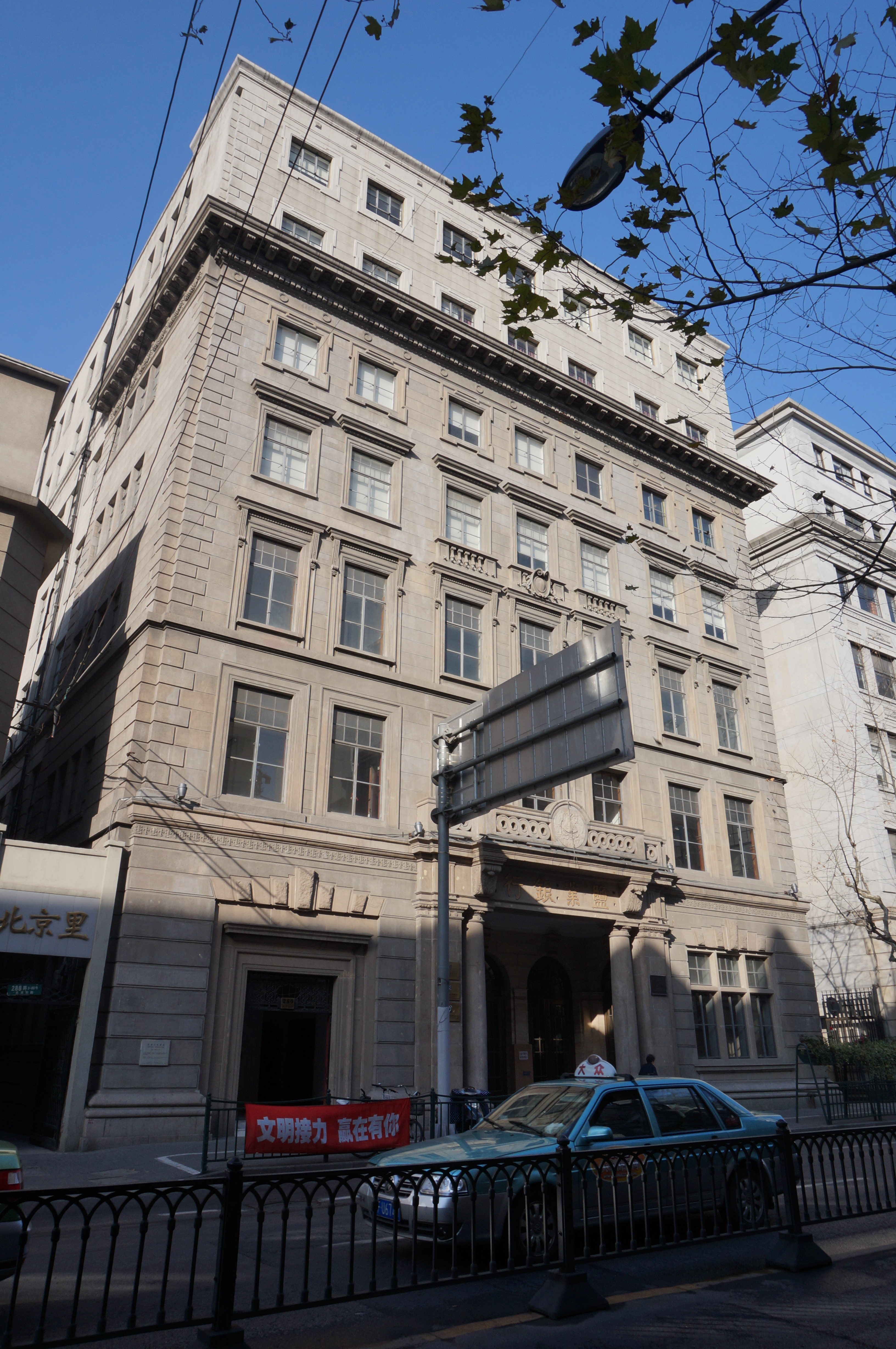
上海新金融研究院，驻地盐业大楼

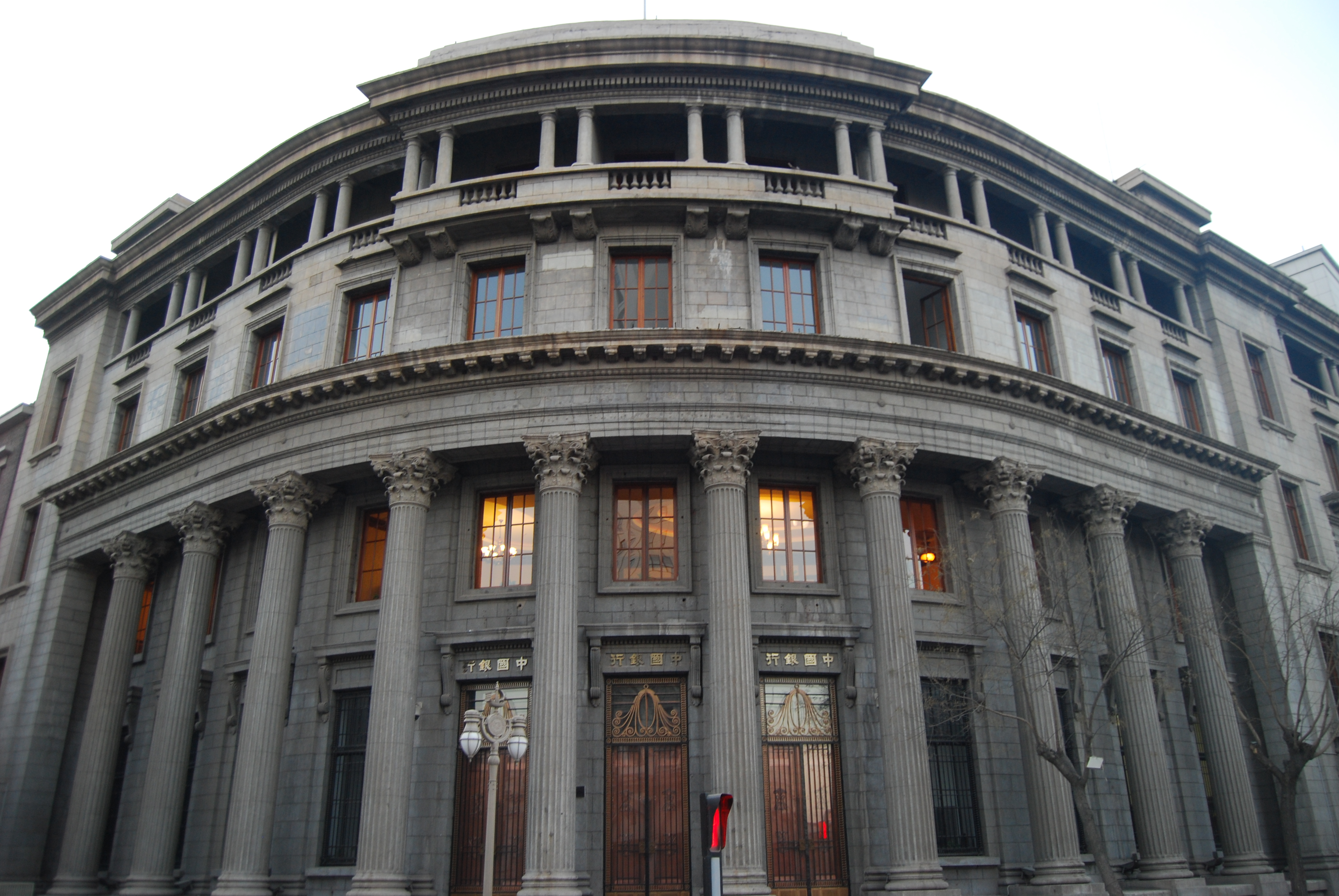
北方新金融研究院，驻地天津中法工商银行大楼

2008年4月12日成立，由40位40岁以下经济学专家。总部位于北京。2011年建立上海新金融研究院，位于盐业大楼，2016年建立北方新金融研究院，位于天津中法工商银行大楼。经常单独或合作举办各类活动，合作方诸如欧洲智库布鲁盖尔和美国智库彼得森国际经济研究所。
2019年开始在上海外滩主办外滩金融峰会，2020年10月24日阿里巴巴集团实际控制人马云在第二届外滩金融峰会上的发言直接导致蚂蚁集团在上海证券交易所和香港交易所的首次公开募股暂缓。

## 人物
截至2021年，该组织有专家包括陈雨露，胡怀邦，胡晓炼，黄奇帆，蒋超良，姜建清，林毅夫，秦晓，吴敬琏，吴晓灵，易纲，余永定，肖钢和朱民等。
陈元当选常务理事会主席，谢平和蔡鄂生担任副主席。
学术委员会主席黄益平，往届主席钱颖一和谢平，成员包括潘功勝。
监事会理事长钟伟，成员包括丁志杰和高善文。